# Hans von Below
Hans Vinzent Stanislaus von Below (Graudenz, 27. lipnja 1862. – Waynesville, 6. kolovoza 1933.) je bio njemački general i vojni zapovjednik. Tijekom Prvog svjetskog rata zapovijedao je 6. pričuvnom, te 89. i 238. pješačkom divizijom, kao i LI. korpusom na Zapadnom i Istočnom bojištu.

## Vojna karijera
Hans von Below rođen je 27. lipnja 1862. u Graudenzu. Sin je pruskog generala Huga Ludwiga von Belowa i Alexandre Ludovike von Lupinski. Inače, Hansov najstariji brat je bio Otto von Below, poznati njemački zapovjednik u Prvom svjetskom ratu.
Below je u prusku vojsku stupio kao kadet u travnju 1880. služeći u 80. streljačkoj pukovniji. Od listopada 1884. nalazi se na službi kao instruktor u Dočasničkoj školi u Potsdamu. Nakon tri godine, u listopadu 1887., vraća se na službu u 80. streljačku pukovniju gdje je u rujnu 1889. promaknut u čin poručnika. Od travnja 1893. služi u Glavnom stožeru tijekom koje službe je u srpnju 1894. unaprijeđen u čin satnika. U srpnju 1894. imenovan je zapovjednikom satnije u 80. streljačkoj pukovniji, da bi od svibnja 1900. obnašao dužnost pobočnika u 22. pješačkoj diviziji smještenoj u Kasselu.
U travnju 1902. promaknut je u čin bojnika, te je istodobno imenovan zapovjednikom bojne u 153. pješačkoj pukovniji. U navedenoj pukovniji nalazi se na službi do 1905. kada je premješten u 12. grenadirsku pukovniju u Frankfurtu na Odri gdje također zapovijeda bojnom. U travnju 1906. odlazi u Argentinu gdje kao instruktor predaje na argentinskoj vojnoj akademiji. Iz Argentine se vraća u svibnju 1911., te je raspoređen u stožer 93. pješačke pukovnije. Tijekom boravka u Argentini, promaknut je u čin potpukovnika, dok je u veljači 1912. imenovan zapovjednikom 4. gardijske grenadirske pukovnije sa sjedištem u Koblenzu. Istodobno s tim imenovanjem unaprijeđen je u čin pukovnika.

## Prvi svjetski rat
Na početku Prvog svjetskog rata Below dobiva zapovjedništvo nad 15. pričuvnom pješačkom brigadom. Navedena brigada nalazila se u sastavu 1. gardijske pričuvne divizije, te u sklopu iste Below sudjeluje u invaziji na Belgiju i opsadi Namura pri čemu je 14. kolovoza promaknut u čin general bojnika. Krajem kolovoza, brigada je premještena na Istočno bojište gdje sudjeluje u Prvoj bitci na Mazurskim jezerima. Potom sudjeluje u borbama u južnoj Poljskoj i to kod Opatowa i Ivangoroda. U svibnju 1915. imenovan je zapovjednikom 6. pričuvne divizije. Predmetna divizija nalazila se inače, u sastavu Armije Njemen kojom je zapovijedao njegov brat Otto. Below tako sudjeluje u borbama u Litvi i Kurlandiji, te prodire do Rige.
Sredinom listopada 1916. imenovan je zapovjednikom 89. pješačke divizije koja se nalazila na Rumunjskom bojištu. Zapovijedajući istom sudjeluje u Bitki kod Rimnicu-Sarata. U siječnju 1917. postaje zapovjednikom novoustrojene 238. pješačke divizije. Navedena divizija raspoređena je na Zapadno bojište gdje Below sudjeluje najprije u Bitci kod Arrasa, te na jesen u Trećoj bitci kod Ypresa, nakon koje bitke je 24. studenog 1917. odlikovan ordenom Pour le Mérite. Početkom 1918., 238. pješačka divizija ulazi u sastav 18. armije kojom je zapovijedao Oskar von Hutier u sklopu koje Below sudjeluje u Proljetnoj ofenzivi. Tijekom ofenzive Below je u travnju promaknut u čin general poručnika. U kolovozu preuzima zapovjedništvo nad LI. korpusom zamijenivši na tom mjestu Eberharda von Hofackera. Navedeni korpus nalazio se u sastavu 2. armije, te s istim zapovijeda u završnim borbama Prvog svjetskog rata.

## Poslije rata
Nakon završetka rata Below je 12. svibnja 1919. dao ostavku, te je umirovljen. Preselio se u Sjedinjene Američke Države gdje je u Waynesvilleu i preminuo 6. kolovoza 1933. godine u 72. godini života.  

## Vanjske poveznice
(eng.) Hans von Below na stranici Prussianmachine.com

(njem.) Hans von Below na stranici Deutschland14-18.de